# Powstanie Aristonikosa
Powstanie Aristonikosa (133–129 p.n.e.) – powstanie o charakterze ruchu antyrzymskiego i społecznego, które wybuchło na ziemiach Pergamonu po śmierci ostatniego pergamońskiego władcy Attalosa III. Na czele powstańców stanął Aristonikos, syn (z nieprawego łoża) poprzedniego króla (basileusa) Pergamonu Eumenesa II i przyrodni brat ostatniego władcy Attalosa III.

## Przyczyny wybuchu i charakter powstania
Bezpośrednią przyczyną wybuchu powstania było ogłoszenie testamentu Attalosa III, które zapisał swoje państwo Rzymianom, z wyjątkiem greckich polis na czele ze stolicą kraju, miastem Pergamon, które otrzymały wolność. Z decyzją oddania państwa pergameńskiego Rzymowi nie pogodziła się jednak większość jego ludności, w tym nawet część klasy panującej. To niezadowolenie wykorzystał Aristonikos, który ogłosił się królem jako Eumenes III. Aristonikos oparł się przede wszystkim na ludności tubylczej, wieśniakach niechętnie nastawionych wobec miast greckich i na masach niewolników, którym ofiarowywał wolność. Powstanie Aristonikosa miało niewątpliwie złożony charakter. Oprócz charakteru antyrzymskiego, związanego z przywiązaniem społeczeństwa Pergamonu do dynastii i swojego państwa, było także ruchem społecznym – walką biednych z bogatymi, niewolników przeciwko ich panom, co szczególnie uwidoczniło się w późniejszym okresie trwania powstania. 

## Przebieg

### I okres – powstanie antyrzymskie
Początkowo Aristonikos odnosił duże sukcesy, opanował wiele miast w zachodniej części Azji Mniejszej, zdobył część Myzji i Lidii, zdobył także Kolofon i obległ Smyrnę. Nie zdołał zdobyć jednak samego Pergamonu, który obronił władca Pontu Mitrydates V Euergetes. Zarówno Pergamon, jak  i inne polis greckie, które stały się wolnymi miastami w wyniku testamentu Attalosa III, nie poparły Aristonikosa i okazywały mu wrogość, wchodząc do koalicji antypowstańczej. Powstańcy zawładnęli natomiast flotą Attalidów i dzięki temu mieli zdecydowaną przewagę na morzu. Rzymianie zdołali uzyskać pomoc swoich  sojuszników, królów Bitynii, Paflagonii i Kapadocji, nie zdołali oni jednak pokonać sił Aristonikosa, a walczący z nim władca Kapadocji Ariarates V został rozbity i poległ na polu bitwy. Przybyła w 131 p.n.e. regularna armia rzymska pod dowództwem konsula Publiusza Licyniusza Krassusa poniosła klęskę w bitwie pod Leukaj (Leucae), a sam konsul dostał się do niewoli i zginął. Dopiero udzielona Rzymianom pomoc ze strony floty Efezu zmusiła Aristonikosa do cofnięcia się w głąb lądu.

### II okres – rewolucja socjalna
W tej fazie wojna nabrała w pełni charakteru walki o wyzwolenie społeczne. Aristonikos oparł się przede wszystkim na biednych wieśniakach górzystej części kraju i na niewolnikach. Ich walka zwracała się przeciwko miastom, warstwom posiadającym i władzy centralnej – już rzymskiej. Powstańcy Aristonikosa chcieli wywalczyć sobie Heliopolis (gr. państwo Heliosa, państwo Słońca), które miało być państwem sprawiedliwości, braterstwa i równości, jak obiecywał im Aristonikos, i w związku z tym nazywali siebie Heliopolitanami. Walka socjalna była prowadzona z dużą zaciekłością z obu stron, przerażeni mieszkańcy miast i właściciele ziemscy szukali oparcia w Rzymie. Jakkolwiek 3 lata trwał opór powstańców, nie byli oni w stanie zwyciężyć w regularnej wojnie z Rzymem. W 130 p.n.e. Aristonikos został pobity przez wojska nowego konsula Marka Perpernę pod Stratonikają, następnie ujęty i wysłany do Rzymu, gdzie zginął uduszony w więzieniu. 

### III okres – po śmierci Aristonikosa
Powstańcy bronili się jeszcze i dopiero w 129 p.n.e. konsul Maniusz Akwiliusz, po ciężkich walkach w Karii i Myzji, stosująć broń chemiczną, zdołał spacyfikować kraj. Wówczas też Rzymianie mogli przystąpić do zorganizowania nowej prowincji Azji.

### Źródła pierwotne
- Strabon: Geografia, księga XIV, 1, 38
- Diodor Sycylijski: Biblioteka, księga XXXIV, 2, 26
- Wellejusz Paterkulus: Historia, księga II, 4
- Marek Junianus Justynus: Zarys dziejów, księga XXXVI, 4
- Eutropiusz: Breviarium, księga IV, 20
- Paweł Orozjusz: Historia, księga V, 10

### Opracowania
- Piotr Iwaszkiewicz, Wiesław Łoś, Marek Stępień, Władcy i wodzowie starożytności. Słownik, Warszawa: WSiP, 1998, s. 56, ISBN 83-02-06971-X, OCLC 69568159.
- Jaczynowska M.: Historia starożytnego Rzymu,  PWN, Warszawa 1983, s. 153–154, ISBN 83-01-00268-9.
- Praca zbiorowa pod redakcją Aleksandra Krawczuka: Wielka Historia Świata Tom 3 Świat okresu cywilizacji klasycznych, Oficyna Wydawnicza FOGRA, Warszawa 2005, s. 282, ISBN 83-85719-84-9.
- Morby J.E.: Dynastie świata. Przewodnik chronologiczny i genealogiczny, Wydawnictwo Znak, Kraków 1998, s. 74, ISBN 83-7006-781-6.
- E. Wipszycka, B. Bravo: Historia starożytnych Greków. Tom III Wydawnictwo Naukowe PWN Warszawa 1992 i późniejsze wydania, rozdział 9 Azja Mniejsza i przyległe do niej terytoria północno-wschodnie